# Monsieur Edouard
Monsieur Edouard est une série de bande dessinée de Didgé, publiée dans le Journal de Tintin de 1983 à 1991. Elle paraît ensuite en albums aux éditions du Lombard. Elle conte les aventures d'un microbiologiste amateur qui a trouvé le moyen de se réduire à la taille d'un microbe pour pénétrer dans les corps humains.

## Historique
Monsieur Edouard est l'œuvre de Didgé, qui en réalise le scénario et les dessins. Quelques-unes des idées de gags sont inspirées par Ernst, par Julos, ou par Martine. 
La série commence à paraître dans le Journal de Tintin en 1983,, alternativement sous forme de gags d'une planche, de récits complets de deux à seize pages, et d'histoires à suivre. Cette série paraît ainsi dans Tintin et Super Tintin, puis dans Hello Bédé jusqu'en 1991. 
Henri Filippini juge que ces gags, récits et longues aventures sont « tous plus drôles et dramatiques les uns que les autres ». Il estime cependant que le dessin efficace de Didgé est parfois un peu léger au niveau des décors.
Quatre recueils en sont publiés en 1987 et 1988, aux Éditions du Lombard,. Deux intégrales avec des inédits sont diffusés par Le Coffre à BD en 2014.

## Trame
Monsieur Edouard est un paisible fonctionnaire, employé communal,. Il habite un joli petit pavillon de banlieue avec sa femme Félicie.
Il est passionné par la microbiologie,. Après de longues années de recherches, il invente une pilule permettant de réduire le corps humain à la taille d'un microbe,. Cela lui permet de pénétrer à l'intérieur de son propre corps, et dans d'autres corps humains,. 
Monsieur Edouard voyage ainsi dans le monde des micro-organismes : globules, cellules, microbes, au milieu de tous les détails de l'intérieur du corps humain. Ses excursions dans les corps lui permettent d'échapper aux ennuis et aux ennemis, comme de répondre à sa curiosité.
Son secret est menacé pas divers individus dangereux qui le convoitent.

## Personnages
Monsieur Edouard est le héros et personnage éponyme de la série. D'allure débonnaire, de petite taille, il a le visage d'un grand-père. Fonctionnaire communal, il occupe ses loisirs en microbiologie et invente une pilule pour se rétrécir,. 
Félicie est la « brave » femme de Monsieur Edouard.
Monsieur Ducagneux est son responsable hiérarchique. Il ne se doute pas de l'activité et de l'invention de son subordonné.
De nombreux micro-organismes peuplent les intérieurs des corps humains que visite Monsieur Edouard. Ces très nombreux personnages forment une société aussi problématique que celle des humains.

## Publication

### Périodiques
Les planches de Monsieur Edouard paraissent dans le journal de Tintin à partir du numéro 387 en 1983, avec un récit complet de huit pages. La publication s'y poursuit de 1983 à 1988 dans Tintin, parait cinq fois dans Super Tintin, et continue dans Hello Bédé de 1989 à 1991.
La série parue dans Tintin, Super Tintin et Hello Bédé totalise environ deux cents gags, récits complets et histoires à suivre.

### Albums
Quatre albums sont publiés aux Éditions du Lombard, en 1987 et 1988 :
1. L'Envers du nombril, Le Lombard, mars 1987, 46 planches  (ISBN 2-8036-0609-7) ;
2. Dernier Rappel, Le Lombard, octobre 1987  (ISBN 2-8036-0637-2) ;
3. Le Gang du gong, Le Lombard, janvier 1988, 46 planches  (ISBN 2-8036-0666-6) ;
4. Le Clone triste, Le Lombard, septembre 1988, 46 planches  (ISBN 2-8036-0710-7).

Deux intégrales avec des inédits sont publiées par le Coffre à BD :
1. Monsieur Edouard - tome 1, Le Coffre à BD, 2014, 88 pages  (ISBN 978-2-350-07307-1) ;
2. Monsieur Edouard - tome 2, Le Coffre à BD, 2014, 86 pages  (ISBN 978-2-350-07308-8) ;